# Château de la Girardière
Le château de la Girardière est un château français situé à Saint-Jean-sur-Mayenne, dans le département de la Mayenne et la région des Pays de la Loire.  

## Histoire
C'était un fief à justice foncière relevant d'Anthenaise. On mentionne en 1490 « la court du lieu de la Girardière, en laquelle soulloit demeurer le seigneur, une tasse de bois antian, contenant cinq journaux, une chesnaye de grant bois de un journal ». Avant 1417, le baron de Laval avait cédé au sieur de la Girardière droit de mesure à blé et à vin, épaves mobilières et foncières sur les lieux de l'Effarière, de la Maugendière et de Montfranchet.
Le château neuf conserve un pavillon de l'ancien logis avec la date 1741 ; dans le jardin, il reste un pavillon à voûte lambrissée et décorée de quatre scènes de chasses du XVIIe ou XVIIIe siècle, et un cadran solaire. Étienne Perier, a son nom sur un cadran solaire à lui dédié par le frère Denis Hayneufve, Jacobin de Laval, en 1741.

## Sources et bibliographie
- « Château de la Girardière », dans Alphonse-Victor Angot et Ferdinand Gaugain, Dictionnaire historique, topographique et biographique de la Mayenne, Laval, A. Goupil, 1900-1910 [détail des éditions] (BNF 34106789, présentation en ligne)